# Cymbopogon procerus
Cymbopogon procerus är en gräsart som först beskrevs av Robert Brown, och fick sitt nu gällande namn av Karel Domin. Cymbopogon procerus ingår i släktet Cymbopogon, och familjen gräs. Inga underarter finns listade i Catalogue of Life.